# عبد الرشيد يوسف جبريل
عبد الرشيد يوسف جبريل (بالصومالية: Abdirashiid Yuusuf Jibriil)‏ سياسي صومالي، الرئيس السابق لمجلس النواب في ولاية بونتلاند الصومالية.

## حياته
ولد عبد الرشيد في مدينة بورعو ، عاصمة محافظة توغدير، انتقل إلى خارج الصومال بعد الحرب الأهلية الصومالية.  ينحدر من قبيلة ورسنغلي التي تنتسب إلى دارود.